# Săveni (Ialomița)
Săveni es una comuna ubicada en el distrito de Ialomița, Rumania.

## Superficie
Cuenta con una superficie de 93,25 kilómetros cuadrados.

## Demografía
Hasta 2021 la población era de 3042 habitantes, con una densidad de población de 32,62 habitantes por kilómetro cuadrado.